# Дербі Ллойд Рейнс
Дербі Ллойд Рейнс (англ. Darby Lloyd Rains; нар. 1948) — американська порноакторка 1970-х. 
З'явилася в якості стриптизерки у фільмі «Французький зв'язковий» 1971 року. Уведена до Зали слави XRCO. 

## Часткова фільмографія
- This Film Is All About ... (1970)
- Rosebud (1972)
- Lovelace Meets Miss Jones (1973)
- Memories Within Miss Aggie (1974)
- Private Afternoons Of Pamela Mann (1975)
- Naked Came the Stranger (1975)
- Every Inch A Lady (1975)
- Practice Makes Perfect (1976)
- French Kiss (1979)